# Javalaan (Baarn)
De Javalaan is een rechte straat in Baarn in de Nederlandse provincie Utrecht. 
De laan vormt de verbinding tussen het kruispunt Faas Eliaslaan- Noorderstraat en de Stationsweg. De Javalaan is ongeveer 500 meter lang.
Aan de westzijde van de straat staan meerdere villa's waaronder Villa Peking met haar Pekingtuin. Aan de Javalaan, ter hoogte van villa Peking, staan vier bomen die herinneren aan de geboorte van de prinsessen Beatrix, Irene, Margriet en Marijke.